# Cerapachys davisi
Cerapachys davisi é uma espécie de formiga do gênero Cerapachys.